# Trần Ngọc Căng
Trần Ngọc Căng (sinh năm 1960) là chính khách Việt Nam. Ông nguyên là Chủ tịch Ủy ban nhân dân tỉnh Quảng Ngãi khóa XII, nhiệm kỳ 2016–2021. Trong Đảng Cộng sản Việt Nam, ông nguyên là Phó Bí thư Tỉnh ủy Quảng Ngãi khóa XIX, nhiệm kỳ 2015–2020.

## Lý lịch và học vấn
Trần Ngọc Căng sinh ngày 20 tháng 9 năm 1960, quê quán xã Đức Nhuận, huyện Mộ Đức, tỉnh Quảng Ngãi;
Trình độ Cử nhân kinh tế, Cử nhân chính trị.

## Sự nghiệp
Trần Ngọc Căng từng giữ chức vụ Trưởng ban Dân vận Tỉnh ủy, Phó Bí thư Tỉnh ủy Quảng Ngãi, nhiệm kỳ 2010-2015, Chủ tịch Hội đồng nhân dân tỉnh Quảng Ngãi, đại biểu HĐND tỉnh khóa XI, nhiệm kỳ 2011- 2016.
Sáng ngày 10/6/2014, Hội đồng nhân dân tỉnh Quảng Ngãi khóa XI, nhiệm kỳ 2011-2016 tiến hành kỳ họp thứ 12 (bất thường) bầu bổ sung Trần Ngọc Căng giữ chức vụ Chủ tịch Hội đồng nhân dân tỉnh khóa XI, nhiệm kỳ 2011-2016.
Sáng ngày 15/9/2015, tại kỳ họp bất thường lần thứ 17, Hội đồng nhân dân tỉnh Quảng Ngãi khóa XI, nhiệm kỳ 2011-2016 đã bầu ông Trần Ngọc Căng, Phó Bí thường trực Tỉnh ủy Quảng Ngãi giữ chức vụ Chủ tịch Ủy ban nhân dân tỉnh Quảng Ngãi nhiệm kỳ 2011-2016 với số phiếu bầu 49/49 đồng ý, đạt tỉ lệ 100%.
Ngày 23/10/2015, Đại hội đại biểu Đảng bộ tỉnh Quảng Ngãi lần thứ XIX, nhiệm kỳ 2015 – 2020 đã bầu Trần Ngọc Căng tái đắc cử chức vụ Phó Bí thư Tỉnh ủy.
Sáng ngày 30/6/2016, tại họp thứ nhất, Hội đồng nhân dân tỉnh Quảng Ngãi khóa XII, nhiệm kỳ 2016-2021 đã bầu Trần Ngọc Căng, Phó Bí thư Tỉnh ủy, Chủ tịch Ủy ban nhân dân tỉnh nhiệm kỳ 2011 - 2016 tái đắc cử chức vụ Chủ tịch Ủy ban nhân dân tỉnh, nhiệm kỳ 2016-2021, với 54/54 phiếu bầu, đạt tỉ lệ 98,18%.

## Kỷ luật
Chiều ngày 3/5/2020, Ủy ban Kiểm tra Trung ương ra thông cáo về kỳ họp thứ 44 dưới sự chủ trì của Chủ nhiệm Ủy ban Trần Cẩm Tú. Tại kỳ họp này, Ủy ban đã xem xét giải quyết đơn tố cáo và nhận thấy hai ông Lê Viết Chữ và Trần Ngọc Căng "đã có nhiều vi phạm, khuyết điểm nghiêm trọng trong lãnh đạo, chỉ đạo, thực hiện công tác quản lý, sử dụng đất đai, tài chính ngân sách, dự án đầu tư và công tác cán bộ," ảnh hưởng xấu đến uy tín của cấp ủy, chính quyền địa phương, đến mức phải xem xét kỷ luật.
Xét nội dung, tính chất, mức độ, hậu quả vi phạm đã được kết luận tại Kỳ họp 44 của UBKT Trung ương; căn cứ quy định của Đảng về xử lý kỷ luật đảng viên, UBKT Trung ương quyết định: Thi hành kỷ luật cảnh cáo ông Trần Ngọc Căng, Phó Bí thư Tỉnh ủy, Bí thư Ban cán sự đảng, Chủ tịch UBND tỉnh Quảng Ngãi. Tại kỳ họp 45 của Ủy ban Kiểm tra (UBKT) Trung ương đã quyết định thi hành kỷ luật cảnh cáo ông Trần Ngọc Căng.
Tuy nhiên, đến ngày 15/6/2020, Trần Ngọc Căng đã nộp đơn xin từ chức. Chia sẻ với báo giới, ông cho rằng " "Sau khi có quyết định kỷ luật, thấy dư luận, ngoài xã hội bàn tán xôn xao, có nhiều ý kiến trái chiều nên bản thân thấy cũng không được tốt lắm về sức khỏe và tinh thần. Và cũng để nhằm kiện toàn cho công tác nhân sự Đại hội Đảng bộ tỉnh Quảng Ngãi nhiệm kỳ 2020 – 2025 (dự kiến vào tháng 10-2020), tạo điều kiện, tiền đề để cử tri, Đại hội Đảng bộ bầu người khác xứng đáng giữ chức vụ hướng đến sự phát triển chung của tỉnh".
Từ ngày 1/7/2020 Trần Ngọc Căng chính thức thôi làm chủ tịch UBND tỉnh Quảng Ngãi, nghỉ hưu trước tuổi.